# Università Federale del Rio Grande do Norte

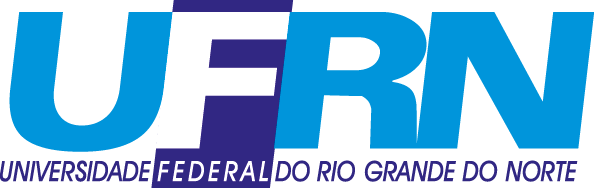
Logo

L'Università Federale del Rio Grande do Norte o UFRN (in lingua portoghese Universidade Federal do Rio Grande do Norte) è un'università pubblica brasiliana, nello stato federale del Rio Grande do Norte.
Non va confusa con l'Università del Rio Grande do Norte, né con l'Istituto Federale del Rio Grande do Norte.
Creata nel 1958, è la principale istituzione universitaria dello Stato federale, coi suoi cinque campus situati nelle città di Natal (campus centrale, dove concentra tutta la sua struttura amministrativa in un'area di 123 ettari), Macaíba (attraverso la Scuola Jundiaí), Santa Cruz (attraverso la Facoltà di Scienze della Salute di Trairí), Caicó e Currais Novos (entrambi attraverso il Centro di istruzione superiore Seridó).
Oltre ai corsi di laurea, l'UFRN offre borse di studio post laurea, dottorati di ricerca e corsi per corrispondenza (EAD); inoltre essa include tre scuole speciali (una di musica, una di scienze e una di tecnologia), due musei e tre ospedali (Onofre Lopes, Januário Cicco e Ana Bezerra). Grazie alla sua lunga tradizione e ai pionieri nei vari settori, l'istituzione ha sempre goduto di un grande prestigio nel Paese.